# Wolframio (VI)
El wolframio (VI) es el estado de oxidación más estable en que se encuentra el wolframio en solución acuosa. Su alta ácidez debida al alto valor de la relación carga/masa impide que el catión W6+ pueda existir en medio acuoso; en el cual, se encuentra en forma de anión wolframato, WO42-.